# ذي جهد (السدة)

تعديل مصدري - تعديل

ذي جهد هي إحدى قرى عزلة جبل حجاج بمديرية السدة التابعة لمحافظة إب، بلغ تعداد سكانها 168 نسمة حسب تعداد اليمن لعام 2004.